# مثالية (علاقات دولية)

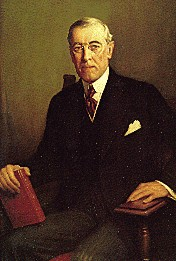

تعتبر المثالية، في سياق السياسة الخارجية، أن الدولة القومية يجب أن تجعل فلسفتها السياسية الداخلية هدف سلوكها وخطابها في الشؤون الدولية. يعتقد المثالي، على سبيل المثال، أن إنهاء الفقر في وطنه الأم يجب أن يقترن بالتصدي للفقر في الخارج. يُعتبر الرئيس الأمريكي وودرو ويلسون على نطاق واسع داخل الولايات المتحدة وخارجها مؤيدًا قويًا ومبكرًا للمثالية ومدونًا لمعناها العملي بشكل كبير؛ وتشمل الإجراءات المحددة المذكورة إصدار «مبادئ ويلسون الأربعة عشرة» الشهيرة.
كانت مثالية ويلسون مقدمة لنظرية العلاقات الدولية الليبرالية، وهي مجموعة محددة من وجهات النظر التي نشأت بين ما يسمى «بناة المؤسسات» بعد الحرب العالمية الثانية. شملت المنظمات التي كانت نتيجة مباشرة لنهاية الحرب صندوق النقد الدولي والأمم المتحدة وغيرهما. كان للولايات المتحدة دورًا كبيرًا في صياغة هذه المؤسسات والحفاظ عليها، وشملت المذاهب ذات الصلة مفهوم الخصوصية الأمريكية والشعور بالسلام الأمريكي، وذلك على الرغم من اختلاف السياسة الخارجية للولايات المتحدة على نطاق واسع بناءً على المسؤولين الذين يحكمون البلد.
يمكن التفكير في وجهة النظر هذه ذات الفكر الدولي، من ناحية فلسفية أوسع، على أنها امتداد للمثالية الأخلاقية التي دعا إليها مفكرون مختلفون إبّان «عصر التنوير» وبعده. تضمنت تلك الحقبة الخاصة العديد من الأفراد البارزين الذين روجوا لإحساس عام بالإحسان والحكومة على أساس شخصية أخلاقية، وذلك مع انتقاد الصراع الدولي على أنه ضد مبادئ العقل.
وصف الأكاديمي ميخائيل دبليو. دويل المثالية بشكل أعم بأنها تستند إلى الاعتقاد بالتمكن من الاعتماد على نوايا الدول الأخرى الإيجابية؛ وتقول الواقعية أيضًا أن النوايا المذكورة تخضع على المدى الطويل للمعضلة الأمنية التي وصفها المفكر جون إيتش. هيرز. سعى العديد من العلماء والقادة الأفراد المسؤولين عن دول مختلفة إلى جمع مدرستي الفكر؛ وذلك على الرغم من النظر إلى الواقعية في سياق الشؤون الخارجية بشكل تقليدي على أنها عكس المثالية.

## نظريات السلالة
قيل أن المثالية المناسبة هي مدرسة فكرية قصيرة العمر نسبيًا، وعانى مناصروها بشكل خاص من أزمة ثقة بعد فشل عصبة الأمم واندلاع الحرب العالمية الثانية. استمدت النظريات اللاحقة للعلاقات الدولية عناصرًا من المثالية بشكل كبير، مثل نمط مثالية ويلسون، عند بناء وجهات النظر العالمية. ظل العلماء الذين وصفوا أنفسهم إما كمثاليين أو متعاطفين مع مدرسة الفكر أيضًا نشطين في دراسات العلاقات الدولية.

### الليبرالية
ظهرت الليبرالية كنسخة مخففة من مثالية ويلسون في أعقاب الحرب العالمية الثانية. ابتكر المفكرون الليبراليون مجموعة من المؤسسات الدولية القائمة على حكم القانون والتفاعل المنظم؛ وذلك إدراكًا لفشل المثالية في منع الانعزالية المجددة في بعض المناطق بعد الحرب العالمية الثانية؛ بالإضافة إلى عدم قدرتها على ضبط توازن القوى في أوروبا لمنع اندلاع حرب جديدة. شُمِلت هذه المنظمات الدولية، مثل منظمتي الأمم المتحدة وحلف شمال الأطلسي، أو حتى الأنظمة الدولية مثل نظام بريتون وودز، والاتفاق العام بشأن التعريفات الجمركية والتجارة (الجات)، للحفاظ على توازن القوى وتنظيم التعاون بين الأمم أيضًا.

### المحافظون الجدد
استُمد تيار المحافظين الجدد من تركيز الليبرالية التاريخية المكثف على تعزيز «القيم العالمية»، وشملت هذه الحالة الديمقراطية، وحقوق الإنسان، والتجارة الحرة، وحقوق المرأة وحماية الأقليات. يختلف التيار على الرغم من ذلك في أنه أقل تمسكًا بأهمية الحفاظ على المؤسسات والمعاهدات الدولية؛ وذلك في الوقت الذي يتبع فيه مواقف حازمة أو عدوانية يعتبرها جديرة أخلاقيًا؛ وهو على استعداد لاستخدام القوة أو التهديد باستخدام القوة، من جانب واحد إذا لزم الأمر، للدفع من أجل أهدافه.